# N277 (België)
De N277 is een gewestweg in de Belgische provincie Vlaams-Brabant en in het Brussels Hoofdstedelijk Gewest. De weg verbindt Wolvertem met Sint-Joost-ten-Node. De weg voert onder andere langs de Onze-Lieve-Vrouw-van-Laken kerk en de Koninklijke Sinte-Maria kerk in Schaarbeek.
Ter hoogte van het rondpunt van de Dikke Linde is een klein deel van de N277 enkelrichting (richting Brussel).
De totale lengte van de weg bedraagt ongeveer 12 kilometer.

## Plaatsen langs de N277
- Meise
- Strombeek-Bever
- Laken
- Schaarbeek

## N277a
De N277a is een weg in Laken die onderdeel uitmaakt van de N277. De weg vormt de route door de tunnel onder de spoorlijnen 28 en 50 door en over de brug over het Zeekanaal Brussel-Schelde. De route is ongeveer 750 meter lang. 